# Monte Sacro

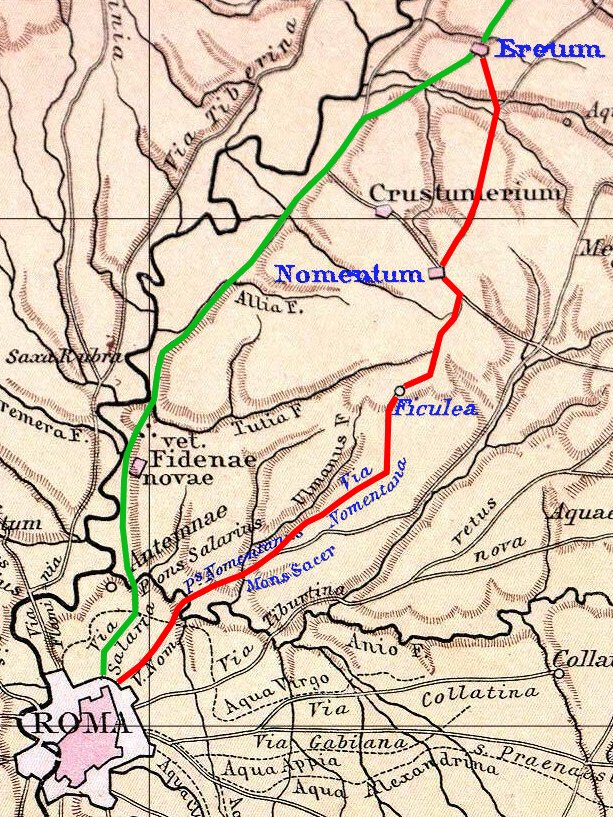
Posizione del Mons Sacer fra la via Nomentana (in rosso) e la riva destra dell'Aniene, presso la confluenza con l'Ulmano

Il Monte Sacro (in latino Mons Sacer) è una collina di Roma che sorge sulla riva destra del fiume Aniene, qualche chilometro a nord-est del Campidoglio, per un'altezza s.l.m. di circa 50 m. Dà il nome all'omonimo quartiere della città che si è sviluppato nei pressi nel XX secolo.

## Posizione
La posizione del Mons Sacer è stata individuata attraverso i molti scritti di epoca romana che diversi autori ci hanno lasciato, fra cui Asconio, Cicerone, Dionisio di Alicarnasso, Tito Livio e Valerio Massimo.
Da queste indicazioni risulta che il luogo si trovava a 3 miglia fuori città, tra la riva destra dell'Aniene (Anio) e l'antica via Nomentana, cioè tra l'attuale ponte Nomentano e la confluenza dell'Aniene con il fosso della Cecchina (antico rio Ulmano).

## Storia

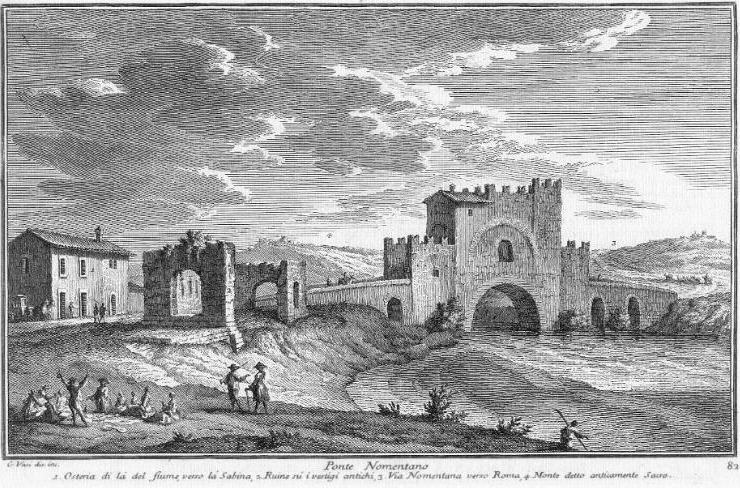
Ponte Nomentano con il Monte Sacro sullo sfondo (dipinto di Giuseppe Vasi)

Vuole la leggenda che vi si recassero gli àuguri per effettuarvi i loro vaticini osservando il volo degli uccelli, donde il nome; una leggenda più popolare vuole, inoltre, che anche gli aruspici vi eseguissero pratiche magiche poiché, data la ventosità del sito, era facile per questi perdere il copricapo durante le funzioni, ciò che avrebbe costituito grave segno di una presunta collera degli dei, dalla quale le "miracolose" preghiere dei sacerdoti avrebbero "protetto" i fedeli.
Nella Roma antica il Monte Sacro era molto al di fuori della cinta muraria, a metà strada fra l'Urbe ed il borghetto di Ficulea, lungo il percorso della via Nomentana, che conduceva a Nomentum. Lungo la strada, alcuni tratti della quale conservano il basolato originale (ad esempio presso il Grande Raccordo Anulare) sorsero diversi monumenti funebri, due dei quali sono ancora visibili nei pressi del monte, in corrispondenza del quale la strada superava l'Aniene con il ponte Nomentano.
Oltre che luogo per funzioni religiose, era anche punto di riferimento geografico, immerso in età repubblicana in un vasto latifondo agricolo. Nel tempo avrebbe cominciato ad essere abitato, inizialmente come zona residenziale; uno dei più importanti ritrovamenti ha portato alla luce la villa di Faonte (un liberto di Nerone citato da Svetonio come assai prossimo e devoto alla famiglia dell'imperatore). La villa è posta lungo un antico diverticolo della via Salaria.
Dopo l'età romana, presumibilmente per la difficoltà di difenderlo militarmente, la zona del monte divenne disabitata e tale restò sino a tempi ben più recenti. L'espansione della città avvenne in altre direzioni. In zona, l'unico punto frequentato rimase il ponte Nomentano sull'Aniene, che divenne nel tempo posto di controllo e presidio di dazio.

### La rivolta della plebe del 494 a.C.
Il monte è di grande notorietà per esservisi rifugiati i plebei romani in rivolta, che furono ricondotti all'ordine dal senatore di rango consolare Menenio Agrippa con il famoso apologo pronunciato nel 494 a.C.: con una metafora come in Esopo, il convincente Agrippa paragonò l'ordinamento sociale romano a un corpo umano, nel quale tutte le parti sono essenziali; e, brevemente, ammise che se le braccia smettessero di lavorare lo stomaco non si nutrirebbe e proseguì dicendo che ove lo stomaco languisse, le braccia non riceverebbero la loro parte di nutrimento. La situazione fu velocemente ricomposta ed i plebei fecero solerte ritorno alle loro occupazioni.
La plebe, rimanendo sulla collina per alcuni giorni e rifiutandosi di dare il solito contributo alla vita della città, ottenne l'istituzione dei tribuni della plebe e degli edili della plebe e l'istituzione di una propria assemblea, il concilium plebis, che eleggeva i tribuni e gli edili plebei. Le delibere dei concilia plebis (plebisciti) avevano valore di legge per i plebei. Sia i tribuni che gli edili della plebe erano inviolabili.
In ricordo dell'evento e a monito per il mantenimento degli accordi pattuiti i plebei eressero sulla cima del monte un'ara dedicata a Giove Terrifico. Forse anche da questo deriva il titolo di "sacro" assegnato al monte.

### Giuramento di Simon Bolívar
Durante il suo soggiorno in Europa, nel 1805 Simón Bolívar visitò Roma. In tale occasione, data l’importanza storica e simbolica del Monte Sacro a seguito della rivoluzione della plebe del 494 a.C., il 15 agosto decise di recarsi sulla collina, dove giurò solennemente di liberare il proprio popolo e tutta l’America Latina dal dominio spagnolo.
La formula recitata fu la seguente:
«Juro delante de usted, juro por el Dios de mis padres, juro por ellos, juro por mi honor y juro por mi patria, que no daré descanso a mi brazo, ni reposo a mi alma, hasta que haya roto las cadenas que nos oprimen por voluntad del poder español».
«Giuro davanti a Voi, giuro sul Dio dei nostri padri, giuro su loro, giuro sul mio onore e giuro sulla mia Patria che non darò riposo al mio braccio né riposo alla mia anima fino a che non avrò spezzato le catene che ci opprimono per volontà del potere spagnolo».
Tornato nella sua terra, dopo vent’anni di guerra riuscì a liberare il Venezuela, la Colombia e altri territori sudamericani.
Per celebrare le gesta di Bolívar e a perenne memoria del giuramento, il 15 agosto 2005, in occasione del duecentesimo anniversario dell’avvenimento, nel Parco Bolívar sul Monte Sacro, fu inaugurato il Memoriale del giuramento di Bolívar, opera dell’architetto venezuelano Jorge Castello con la collaborazione di Fruto Vivas. Consta di uno spiazzo ellittico con in mezzo una piattaforma circolare con al centro una colonna attica di marmo iraniano tipo travertino, a base quadrata in granito, di otto metri di altezza, che simboleggia il faro che illumina il futuro dell’umanità. Il monumento è accompagnato dal busto del “Libertador” Bolívar e da una serie di pannelli trasparenti che riportano il testo del giuramento in lingua italiana e spagnola e i committenti, ossia i presidenti della Repubblica italiano (Ciampi) e venezuelana (Chavez), i rispettivi ministri degli Esteri, l’ambasciata del Venezuela a Roma e il Comune di Roma. Il 16 ottobre 2005, il presidente del Venezuela Hugo Chavez si recò sul Monte Sacro rendendo omaggio al memoriale.